# Kastpil (vapen)

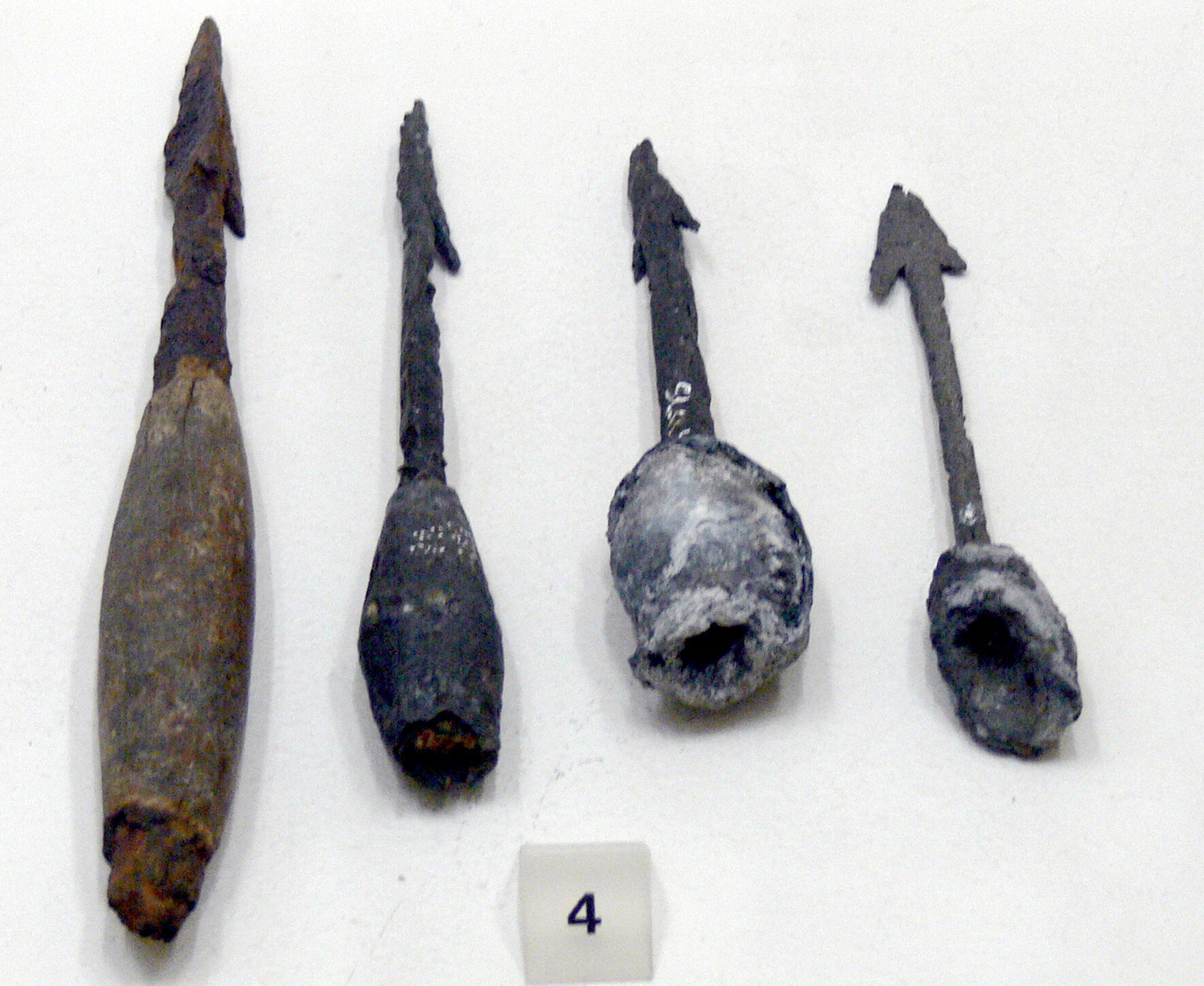
Romerska plumbatae kastpilar. Träskaften har förmultnat.

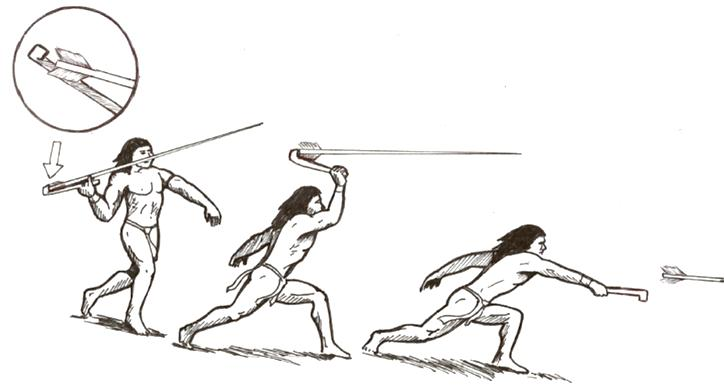
Kastpil som kastas med kastträ.

Kastpilar är former av pilprojektiler som kastas istället för att skjutas med skjutvapen (skottpil). De kan kastas för hand, med kastträ eller med kastmaskin med mera.

## Historiska kastpilvapen
- plumbatae – romersk kastpil från antilen
- uchine (japanska: 打根, うちね ”kastrot”) – japansk kastpil brukad under feodala Japan